# Избори за председника Руске Федерације 2012.
Избори за председника Руске Федерације су одржани 4. марта 2012. године.
Да би се неко могао кандидовати за председника Русије потребно је да не буде млађи од 35. година и да живи у Русији најмање 10 година. Независни кандидати могу да се кандидују уз подршку групе гласача и са не мање од 2 и не више од 2,1 милиона потписа (по једном субјекту РФ максимално 50 хиљада потписа). Кандидати испред политичких партија се номинују на партијским скуповима а уколико нека партија нема представника у тренутном сазиву Думе, неопходно је да такође сакупи 2 милиона потписа.

## Кандидати
Кандидати на изборима су:
- кандидат Јединствене Русије Владимир Путин,
- кандидат Комунистичке партије Генадиј Зјуганов,
- кандидат Либерално-демократске партије Владимир Жириновски,
- кандидат Праведне Русије Сергеј Миронов,
- независни кандидат Михаил Прохоров.

## Резултати
|  |

|  |

|  |

|  |

|  |